# Carnosaurus
Carnosaurus là cái tên do một lỗi in bị tạo ra trong bản dịch công trình nghiên cứu của Friedrich von Huene (vào năm 1929) từ tiếng Đức sang tiếng Tây Ban Nha bởi vì von Huene định đặt tên cho hóa thạch chưa rõ nguồn gốc là Carnosauria incertae sedis.
- Danh sách khủng long